# Piet Aalberse (1871-1948)
Pour les articles homonymes, voir Piet Aalberse.
 (novembre 2016).
Si vous disposez d'ouvrages ou d'articles de référence ou si vous connaissez des sites web de qualité traitant du thème abordé ici, merci de compléter l'article en donnant les références utiles à sa vérifiabilité et en les liant à la section « Notes et références ».
Petrus Aalberse, né le 27 mars 1871 à Leyde et mort à La Haye le 5 juillet 1948 est un homme politique néerlandais.
Membre du parti catholique, ministre du Travail en 1918 jusqu'en 1925, il fut l'initiateur d'un programme social avancé et l'un des partisans du suffrage féminin, instauré aux Pays-Bas en 1919.

## Publications
- Sociale studiën (1905-1912)
- Politieke studiën. Eerste reeks (1906)
- Politieke studiën (1906-1909)
- Sociale studiën. Tweede reeks (1907)
- Sociale studiën. Derde reeks (1909)
- Politieke en sociale studiën (1909-1924)
- Politieke en sociale studiën. Vierde reeks (1910)
- Politieke en sociale studiën. Vijfde reeks (1912)
- Politieke en sociale studiën. Zesde reeks (1913)